# Ženská Liga Amerického Fotbalu 2021
La První Ženská Liga Amerického Fotbalu 2021 è la 7ª edizione del campionato di football americano femminile di primo livello, organizzato dalla ČAAF.

## Squadre partecipanti
| Club              | Città    | Stadio | Sponsor ufficiale | Risultato nella stagione 2018 |
| ----------------- | -------- | ------ | ----------------- | ----------------------------- |
| Brno Amazons      | Brno     |        |                   |                               |
| Prague Black Cats | Praga    |        |                   |                               |
| Prague Harpies    | Praga    |        |                   |                               |
| Warsaw Sirens     | Varsavia |        |                   |                               |

## Stagione regolare

### Calendario

#### 1ª giornata
| Varsavia 5 settembre 2021, ore 12:00 | Warsaw Sirens | 6 – 56 (0-14 6-14 0-22 0-6) referto | Prague Harpies | GKS Świt (180 spett.)\| Arbitro: \| Frehar \| |
| Arbitro:                             | Frehar        |                                     |                |                                               |

| Brněnské Ivanovice 5 settembre 2021, ore 15:00 | Brno Amazons | 20 – 30 (0-0 6-12 7-18 7-0) referto | Prague Black Cats | (118 spett.)\| Arbitro: \| Kroulík \| |
| Arbitro:                                       | Kroulík      |                                     |                   |                                       |

#### 2ª giornata
| Praga 11 settembre 2021, ore 14:00 | Prague Black Cats | 6 – 23 (0-14 0-0 0-9 6-0) referto | Prague Harpies | Na Podvinném mlýně (88 spett.)\| Arbitro: \| Znamenáček \| |
| Arbitro:                           | Znamenáček        |                                   |                |                                                            |

| Varsavia 12 settembre 2021, ore 14:00 | Warsaw Sirens | 20 – 59 (8-20 0-20 0-7 12-12) referto | Brno Amazons | GKS Świt (190 spett.)\| Arbitro: \| Frehar \| |
| Arbitro:                              | Frehar        |                                       |              |                                               |

#### 3ª giornata
| Radotín 18 settembre 2021, ore 14:00 | Prague Harpies | 6 – 38 (0-9 0-6 0-17 6-6) referto | Prague Black Cats | (70 spett.)\| Arbitro: \| Pachulski \| |
| Arbitro:                             | Pachulski      |                                   |                   |                                        |

#### 4ª giornata
| Brno 25 settembre 2021, ore 12:00 | Brno Amazons | 66 – 34 (19-6 7-8 21-20 19-0) referto | Warsaw Sirens | Sportovní areá Ondreje Sekory (37 spett.)\| Arbitro: \| Frehar \| |
| Arbitro:                          | Frehar       |                                       |               |                                                                   |

#### 5ª giornata
| Radotín 9 ottobre 2021, ore 11:00 | Prague Harpies | 20 – 14 (7-0 0-14 7-0 6-0) referto | Brno Amazons | (152 spett.)\| Arbitro: \| Tuinenburg \| |
| Arbitro:                          | Tuinenburg     |                                    |              |                                          |

| Varsavia 10 ottobre 2021, ore 12:00 | Warsaw Sirens | 18 – 80 (12-18 6-42 0-6 0-14) referto | Prague Black Cats | GKS Świt (135 spett.)\| Arbitro: \| Frehar \| |
| Arbitro:                            | Frehar        |                                       |                   |                                               |

#### 6ª giornata
| Radotín 16 ottobre 2021, ore 14:00 | Prague Harpies | 42 – 18 (8-0 8-6 0-6 26-6) referto | Warsaw Sirens | (68 spett.)\| Arbitro: \| Pachulski \| |
| Arbitro:                           | Pachulski      |                                    |               |                                        |

| Čelákovice 16 ottobre 2021, ore 14:00 | Prague Black Cats | 31 – 27 (19-13 0-7 12-0 0-7) referto | Brno Amazons | (50 spett.)\| Arbitro: \| Hameder \| |
| Arbitro:                              | Hameder           |                                      |              |                                      |

#### 7ª giornata
| Brno 23 ottobre 2021, ore 14:00 | Brno Amazons | 19 – 35 (6-8 7-0 0-20 6-7) referto | Prague Harpies | Sportovní areá Ondreje Sekory (147 spett.)\| Arbitro: \| Frehar \| |
| Arbitro:                        | Frehar       |                                    |                |                                                                    |

| Praga 23 ottobre 2021, ore 14:00 | Prague Black Cats | 60 – 0 (29-0 19-0 6-0 6-0) referto | Warsaw Sirens | Na Podvinném mlýně (21 spett.)\| Arbitro: \| Kriesman \| |
| Arbitro:                         | Kriesman          |                                    |               |                                                          |

### Classifica
La classifica della regular season è la seguente:
- PCT = percentuale di vittorie, G = partite giocate, V = partite vinte,  P = partite perse, PF = punti fatti, PS = punti subiti

| Pos. | Squadra           | PCT  | G | V | N | P | PF  | PS  |
| ---- | ----------------- | ---- | - | - | - | - | --- | --- |
| 1    | Prague Black Cats | .833 | 6 | 5 | 0 | 1 | 245 | 94  |
| 2    | Prague Harpies    | .833 | 6 | 5 | 0 | 1 | 167 | 101 |
| 3    | Brno Amazons      | .333 | 6 | 2 | 0 | 4 | 201 | 170 |
| 4    | Warsaw Sirens     | .000 | 6 | 0 | 0 | 6 | 96  | 292 |

## VII Rose Bowl
| Arbitri: | Klimeš Remeš Hovorka Klásková Márai |

|                                                                              |           | |
| Ta 2':18" Q3 (TD) 52yd run Nekorancová 0':47" Q4 (TD) 15yd pass from Malická | Marcatori | R. Dlabolová 10':17" Q1 (TD) 61yd run Slezáková Q1 (pat) R. Dlabolová 0':18" Q1 (TD) 64yd run Slezáková Q1 (pat) |

## Verdetti
- Prague Black Cats Campionesse della Repubblica Ceca 2021

## Marcatrici
| Giocatore    | Sq.               | TD rush | TD recv | TD int | TD p.ret | TD k.ret | TD oth | Xp1 | Xp2 | FG  | Saf | Totale |
| ------------ | ----------------- | ------- | ------- | ------ | -------- | -------- | ------ | --- | --- | --- | --- | ------ |
| Kubicová     | Brno Amazons      | 10      | 3       | 0      | 0        | 0        | 0      | 17  | 0   | 0   | 0   | 95     |
| R. Dlabolová | Prague Black Cats | 12+2    | 0+0     | 0+0    | 0+0      | 0+0      | 0+0    | 0+0 | 1+0 | 0+0 | 0+0 | 86     |
| Ta           | Prague Harpies    | 10+1    | 1+0     | 0+0    | 0+0      | 0+0      | 0+0    | 0+0 | 1+0 | 0+0 | 0+0 | 74     |
| 2 giocatrici | 56                |         |         |        |          |          |        |     |     |     |     |        |
| Malická      | Prague Harpies    | 8       | 0       | 0      | 0        | 0        | 0      | 0   | 0   | 0   | 0   | 48     |
| Walczyńska   | Warsaw Sirens     | 4       | 2       | 0      | 0        | 0        | 0      | 0   | 2   | 0   | 0   | 40     |
| Heroschová   | Brno Amazons      | 0       | 3       | 1      | 0        | 0        | 2      | 0   | 0   | 0   | 0   | 36     |
| Jedličková   | Prague Harpies    | 2       | 1       | 0      | 0        | 0        | 0      | 11  | 1   | 1   | 0   | 34     |
| B. Dlabolová | Prague Black Cats | 5       | 0       | 0      | 0        | 0        | 0      | 0   | 0   | 0   | 0   | 30     |
| Kužmová      | Prague Black Cats | 4       | 0       | 0      | 0        | 0        | 0      | 1   | 0   | 0   | 0   | 25     |
| Nečasová     | Brno Amazons      | 4       | 0       | 0      | 0        | 0        | 0      | 0   | 0   | 0   | 0   | 24     |
| Bártů        | Prague Black Cats | 0       | 3       | 0      | 0        | 0        | 0      | 0   | 0   | 0   | 0   | 18     |
| 5 giocatrici | 12                |         |         |        |          |          |        |     |     |     |     |        |
| Zárubová     | Prague Black Cats | 0       | 1       | 0      | 0        | 0        | 0      | 0   | 2   | 0   | 0   | 10     |
| 3 giocatrici | 8                 |         |         |        |          |          |        |     |     |     |     |        |
| 5 giocatrici | 6                 |         |         |        |          |          |        |     |     |     |     |        |
| 3 giocatrici | 2                 |         |         |        |          |          |        |     |     |     |     |        |

- Miglior marcatrice della stagione regolare: Kubicová ( Brno Amazons), 95
- Miglior marcatrice dei playoff: R. Dlabolová ( Prague Black Cats),  12
- Miglior marcatrice della stagione: Kubicová ( Brno Amazons), 95